# Tutti a squola
Pour plus de détails, voir Fiche technique et Distribution.
Tutti a squola est un film italien réalise par Pier Francesco Pingitore et sorti en 1979.

## Synopsis
Pippo Bottini est un professeur extrêmement consciencieux et « à l'ancienne ». Il enseigne dans une école romaine et souhaiterait reproduire l'école telle qu'elle est décrite dans Le Livre-cœur, mais il est confronté à la dure réalité de l'enseignement moderne et en particulier à la réalité sociale des années 1970 : grèves, occupations, étudiants armés, collègues féministes. Ballotté par les évènements, il se trouve toujours plus près du noyau de la contestation post-soixante-huitarde, jusqu'à devenir un transporteur de drogue. Il est arrêté et incarcéré, mais grâce à la libération sous caution arrangée par sa collègue Lalla, avec laquelle dans l'intervalle il a eu une relation, il réussira à se dépêtrer.

## Fiche technique
- Directeur de la photographie : Carlo Carlini
- Musique : Gianni Ferrio
- Genre : Comédie à l'italienne

## Distribution
- Pippo Franco : Professeur Pippo Bottini
- Laura Troschel : Professeur Lalla
- Oreste Lionello : Professeur de sciences
- Bombolo : Bombolo, concierge
- Jack La Cayenne : Professeur de religion
- Francesco De Rosa : Zelletta
- Sergio Leonardi : Sergio
- Nerina Montagnani : vieille institutrice, tante Marta
- Gino Pagnani : Carabinier
- Ester Carloni : vieille concierge, tante Maria
- Isabella Biagini : prostituée
- Gianfranco D'Angelo : président
- Lino Banfi : Pasquale